# Nassaui Hercegség
A Nassaui Hercegség 1806 és 1866 között fennállt független állam volt, a mai Rajna-vidék-Pfalz és Hessen német szövetségi állam területein. Az állam előbb a Rajnai Szövetségnek, később a Német Szövetségnek is tagja volt. Az uralkodó dinasztia a Nassau-ház volt. A hercegség névadó városa Nassau volt, de Weilburg, majd Wiesbaden volt a hercegség fővárosa. 1865-ben a Nassaui Hercegségnek 465 636 lakosa volt. A porosz–osztrák háború után, 1866-ban Poroszország elfoglalta és beolvasztotta tartományi rendszerébe, Hessen-Nassau néven. Ma Luxemburg nagyhercege birtokolja Nassau hercegének a címét, de csak másodlagosan, vagyis a Luxemburg nagyhercege után, valamint a Hollandiában uralkodó, Oránia–Nassaui-ház használja még az elnevezést.

## Története

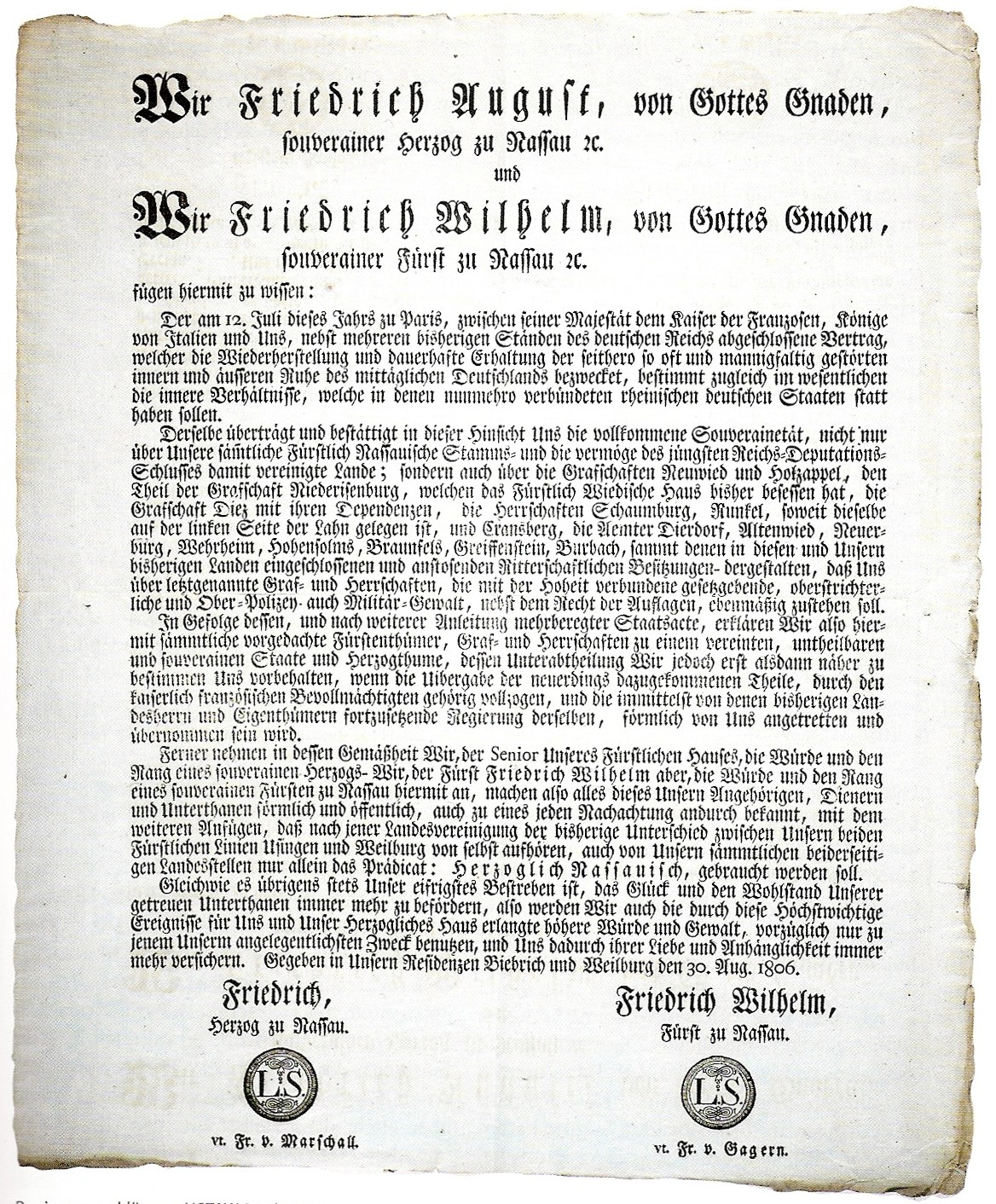
Nassau függetlenségi nyilatkozata, 1806. augusztus 30.

1806. július 17-én Nassau-Usingen és Nassau-Weilburg csatlakozott a Rajna Szövetségéhez, azonban Napóleon nyomása miatt a két hercegség 1806. augusztus 30-án egyesült Nassaui Hercegség néven, Frigyes Ágost és fiatalabb unokatestvére, Frigyes Vilmos uralma alatt. Mivel Frigyes Ágostnak nem volt örököse, unokatestvérét jelölte meg örököseként. Frigyes Vilmos azonban 1816. január 9-én halt meg, alig két hónappal unokatestvére előtt, így Nassaut fia, Vilmos örökölte, aki Nassau egyedüli hercegévé vált.
A bécsi kongresszuson az Orange-Nassau Hercegséget beolvasztották a Nassaui Hercegségébe, majd az egységes hercegség csatlakozott a Német Szövetséghez Wiesbadennel. A család többi ágának kihalása után a Nassau-Weilburg-vonal Vilmos herceg alatt vált Nassau uralkodó házává, egészen az porosz–osztrák háborúig, amikor 1866-ban a Porosz Királyság elfoglalta a hercegséget és beolvasztotta Hessen-Nassau tartományba. Vilmos fia, Adolf, az utolsó nassaui herceg később Luxemburg nagyhercege lett, miután 1890-ben az Orange-Nassau-ház férfiága kihalt.